# Hrabstwo Clarion
Clarion – hrabstwo w stanie Pensylwania w USA. Populacja liczy 39988 mieszkańców (stan według spisu z 2010 roku).
Powierzchnia hrabstwa to 1577 km² (w tym 18 km² stanowią wody). Gęstość zaludnienia wynosi 25,6 osoby/km².

## Miejscowości

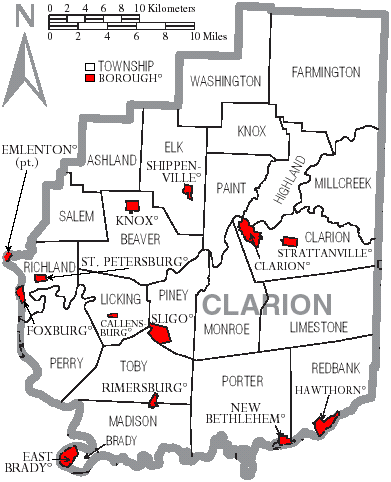
Rozmieszczenie miast i Broughs na mapie hrabstwa

### Boroughs
| - Callensburg - Clarion - East Brady - Emlenton - Foxburg | - Hawthorn - Knox - New Bethlehem - Rimersburg - Shippenville | - Sligo - St. Petersburg - Strattanville |